# Eutrichota praeclara
Eutrichota praeclara este o specie de muște din genul Eutrichota, familia Anthomyiidae. A fost descrisă pentru prima dată de Stein în anul 1914. Conform Catalogue of Life specia Eutrichota praeclara nu are subspecii cunoscute.